# Österreichischer Frauen-Fußballcup 2021/22
Der Österreichische Frauen-Fußballcup wurde in der Saison 2021/22 vom Österreichischen Fußballbund zum 46. Mal ausgespielt. Als ÖFB Frauen Cup wurde er zum 28. Mal durchgeführt und begann am 24. Oktober 2021 mit der ersten Runde. Zum vierten Mal übernahm der Sponsor Sport.Land.NÖ den Bewerb, daher „Sport.Land.NÖ ÖFB Frauen Cup“ und endete am 4. Juni 2022 mit dem Finale in der Ertl Glas-Stadion in Amstetten. Den Pokal ging zum 8. Mal in Folge, nach der Absage der letzten beiden Jahre, an den SKN St. Pölten Frauen.

## Teilnehmende Mannschaften
Für den österreichischen Frauen-Fußballcup haben sich anhand der Teilnahme der Ligen der Saison 2021/22 folgende 32 Mannschaften, die nach der Saisonplatzierung der ÖFB Frauen-Bundesliga 2020/21 und der 2. Liga 2020/21 geordnet sind, qualifiziert: Weiters konnten noch der Landescupsieger, der Landesmeister oder auch Vertreter der Saison 2020/21 teilnehmen.
| ÖFB Frauen-Bundesliga (10) | 2. Liga (13) |
| --- | --- |
| - SKN St. Pölten Frauen (NÖ) (C) - FK Austria Wien (W) - SK Sturm Graz (ST) - SV Neulengbach (NÖ) - SPG Altach/Vorderland (V) - FC Bergheim (S) - FC Wacker Innsbruck (T) - SKV Altenmarkt (NÖ) - FC Südburgenland (B) - First Vienna FC (W) (N) | - SV Horn (NÖ) (A) - Carinthians Hornets (K) - LUV Graz (ST) - SPG Kleinmünchen/FC BW Linz (OÖ) - Wildcats Krottendorf (ST) - Union Geretsberg (OÖ) - RW Rankweil (V) - Wiener Sport-Club (W) - SC Neusiedl am See (NÖ) - FC Altera Porta (W) - FC Dornbirn Damen (V) (N) - SV Krenglbach (OÖ) (N) - USC Landhaus Wien (W) (N) |
| Landescupsieger, Meister oder Meistervertreter aus der Landesliga (9) | |
| - SV Wernberg (K) (LM) - USVG Großrußbach (NÖ) (L6) - SC Melk (NÖ) (L9) - FSG Stetteldorf/Großweikersdorf (NÖ) (L4) - Weikersdorfer SV (NÖ) (L3) | - SG Tennengau (S) (L7) - USV Hengsberg (ST) (L2) - SV Angerberg (T) (L2) - SV Innsbruck (T) (LM) |
| Erläuterungen Länderkürzel: (B): Burgenland, (K): Kärnten, (NÖ): Niederösterreich, (OÖ): Oberösterreich, (S): Salzburg, (ST): Steiermark, (T): Tirol, (V): Vorarlberg, (W): Wien; Vereins-Landes-Bewerbserfolg: (LC): Landescupsieger, (LCF): Landescupfinalist, (LM): Landesmeister, (Lx): x. Platz der Landesliga, (LN): Landesliga-Aufsteiger, (..-x): x Landesliga siehe Länderkürzel | |

| (C) | amtierender Cupsieger 2018/19    |
| (A) | Absteiger der Saison 2020/21     |
| (N) | Neuaufsteiger der Saison 2020/21 |

## Turnierverlauf

### 1. Cuprunde
Die Spieltermine für die 1. Runde waren der 24. Oktober 2021, der 13. November 2021 und der 27. Feber 2022.
| Datum                 |                                 | Ergebnis             |                       |
| --------------------- | ------------------------------- | -------------------- | --------------------- |
| 24.10.2021, 16:00 Uhr | SV Angerberg                    | 0:2 (0:1)            | SV Innsbruck          |
| 13.11.2021, 13:00 Uhr | SV Krenglbach                   | 0:5 (0:4)            | SK Sturm Graz         |
| 13.11.2021, 13:00 Uhr | RW Rankweil                     | 0:1 (0:0)            | SPG Altach/Vorderland |
| 13.11.2021, 13:30 Uhr | Wiener Sport-Club               | 1:2 n. V. (1:1, 0:1) | First Vienna FC       |
| 13.11.2021, 14:00 Uhr | FSG Stetteldorf/Großweikersdorf | 1:11 (0:6)           | SKN St. Pölten Frauen |
| 13.11.2021, 14:00 Uhr | FC Dornbirn Damen               | 2:3 (1:2)            | FC Bergheim           |
| 13.11.2021, 15:00 Uhr | SV Horn                         | 1:0 (0:0)            | USV Neulengbach       |
| 13.11.2021, 15:30 Uhr | SC Melk                         | 0:6 (0:2)            | SKV Altenmarkt        |
| 13.11.2021, 17:00 Uhr | Weikersdorfer SV                | 1:0 (1:0)            | SC Neusiedl am See    |
| 14.11.2021, 13:00 Uhr | Carinthians Hornets             | 3:2 (3:2)            | Wildcats Krottendorf  |
| 14.11.2021, 13:30 Uhr | SPG Kleinmünchen/FC BW Linz     | 1:0 (0:0)            | FC Südburgenland      |
| 14.11.2021, 14:00 Uhr | USV Hengsberg                   | 0:2 (0:1)            | Union Geretsberg      |
| 14.11.2021, 14:00 Uhr | USVG Großrußbach                | 2:10 (1:6)           | USC Landhaus Wien     |
| 14.11.2021, 14:00 Uhr | FC Altera Porta                 | 0:7 (0:5)            | FK Austria Wien       |
| 27.02.2022, 13:00 Uhr | SV Wernberg                     | 0:2 (0:0)            | LUV Graz              |
| 27.02.2022, 15:00 Uhr | SG Tennengau                    | 0:9 (0:3)            | FC Wacker Innsbruck   |

### 2. Cuprunde
Die Spieltermine für die 2. Runde waren der 5. März und der 6. März 2022.
| Datum                 |                             | Ergebnis  |                       |
| --------------------- | --------------------------- | --------- | --------------------- |
| 05.03.2022, 12:00 Uhr | Union Geretsberg            | 0:1 (0:0) | FC Bergheim           |
| 05.03.2022, 13:00 Uhr | LUV Graz                    | 0:3 (0:2) | FK Austria Wien       |
| 05.03.2022, 17:00 Uhr | SV Horn                     | 2:1 (1:1) | SKV Altenmarkt        |
| 05.03.2022, 18:00 Uhr | Weikersdorfer SV            | 0:6 (0:3) | SK Sturm Graz         |
| 06.03.2022, 10:30 Uhr | USC Landhaus Wien           | 0:9 (0:3) | First Vienna FC       |
| 06.03.2022, 11:00 Uhr | SPG Kleinmünchen/FC BW Linz | 0:5 (0:3) | SPG Altach/Vorderland |
| 06.03.2022, 14:00 Uhr | SV Innsbruck                | 1:9 (0:3) | FC Wacker Innsbruck   |
| 06.03.2022, 14:00 Uhr | Carinthians Hornets         | 0:5 (0:1) | SKN St. Pölten Frauen |

### Viertelfinale
Die Spieltermine für das Viertelfinale waren der 2. April 2022.
| Datum                 |                       | Ergebnis              |                       |
| --------------------- | --------------------- | --------------------- | --------------------- |
| 02.04.2022, 14:00 Uhr | SKN St. Pölten Frauen | 4:0 (1:0)             | FC Wacker Innsbruck   |
| 02.04.2022, 14:00 Uhr | FC Bergheim           | 1:4 (1:0)             | SPG Altach/Vorderland |
| 02.04.2022, 16:00 Uhr | FK Austria Wien       | 0:0 (2:4 i. E.)       | SK Sturm Graz         |
| 02.04.2022, 17:00 Uhr | SV Horn               | 2:2 (0:1) (5:3 i. E.) | First Vienna FC       |

### Halbfinale
Die Spieltermine für das Viertelfinale waren der 15. Mai 2022 und der 26. Mai 2022.
| Datum                 |                       | Ergebnis  |                       |
| --------------------- | --------------------- | --------- | --------------------- |
| 15.05.2022, 11:00 Uhr | SPG Altach/Vorderland | 1:6 (0:4) | SKN St. Pölten Frauen |
| 26.05.2022, 14:00 Uhr | SV Horn               | 0:5 (0:4) | SK Sturm Graz         |

### Finale
Das Finale fand am 4. Juni 2022 im Ertl Glas-Stadion in Amstetten statt.
| 04.06.2022, 15:30 Uhr                                                        | SK Sturm Graz | 0:2 (0:2) | SKN St. Pölten Frauen |
| Tore: 0:1 Melanie Brunnthaler (43.), 0:2 Julia Hickelsberger-Füller (45.+5') |               |           |                       |

## Torschützenliste
Stand der Torschützenliste nach der letzten Aktualisierung
| Pl. | Nat.       | Spieler             | Verein                | Tore | Tore/Spiel |
| --- | ---------- | ------------------- | --------------------- | ---- | ---------- |
| 01. | Ungarn     | Bernadett Zagor     | SKN St. Pölten Frauen | 5    | 1,25       |
| 02. | Slowenien  | Mária Mikolajová    | SKN St. Pölten Frauen | 5    | 1,00       |
| 03. | Osterreich | Sophie Maierhofer   | SK Sturm Graz         | 5    | 1,25       |
| 04. | Slowenien  | Monika Havranová    | FC Wacker Innsbruck   | 4    | 2,00       |
| 05. | Osterreich | Stefanie Enzinger   | SKN St. Pölten Frauen | 4    | 1,33       |
| 06. | Osterreich | Jelena Dordic       | First Vienna FC       | 4    | 2,00       |
| 07. | Slowenien  | Diana Lemešová      | FC Wacker Innsbruck   | 3    | 1,00       |
| 08. | Kroatien   | Leonarda Balog      | SKN St. Pölten Frauen | 3    | 1,00       |
| 09. | Osterreich | Julia Kofler        | SPG Altach/Vorderland | 3    | 1,50       |
| 10. | Osterreich | Melanie Brunnthaler | SKN St. Pölten Frauen | 3    | 0,75       |